# Kabonobono
Kabonobono är ett vattendrag i Burundi.   Det ligger i provinsen Muyinga, i den nordöstra delen av landet, 150 kilometer nordost om huvudstaden Bujumbura.
Omgivningarna runt Kabonobono är huvudsakligen savann. Runt Kabonobono är det ganska tätbefolkat, med 93 invånare per kvadratkilometer.